# Елі Фредерік Форе
Елі-Фредерік Форей (фр. Élie-Frédéric Forey; 10 січня 1804, Париж — Шаблон:ДC20, Париж) — французький генерал, маршал Франції (1863).
Відзначився під час завоювання Алжиру та брав активну участь у державному перевороті 2 грудня 1851 року. Отримавши звання генерала дивізії, він брав участь у Кримській війні, а потім відзначився під час Італійської кампанії 1859 року, зокрема в битві при Монтебелло. Отримавши звання Великого хреста Почесного легіону, а згодом і сенатора, він командував французьким експедиційним корпусом під час експедиції до Мексики в 1862 році та взяв Пуеблу в травні 1863 року, за що в липні отримав звання маршала Франції. Нагороджений Військовою медаллю в 1864 році, він завершив свою кар'єру на посаді командувача 3-го армійського корпусу в Нансі.

## Біографія

### Сім'я
Він був сином Фредеріка Форея (1773-1829), капітана кавалерії, директора поштового відділення Медон, та Анжелік Жанни Рош (1782-1858).

### Навчання
Форей виховувався під опікою свого дядька, головного інженера Бургундського каналу та департаменту Кот-д'Ор. Він навчався в коледжі Діжон. З раннього віку виявляючи схильність до військової кар'єри, він вступив до Сен-Сір у 1822 році, отримавши 16-й номер на конкурсі. Під час військового навчання він був призначений капралом та зарахований як викладач до класу молодих людей.
У 1824 році він отримав звання молодшого лейтинанта у 2-му лінійно-піхотному полку та відзначився своїми якостями викладача.
Форей також вивчав топографію, яку він любив, і малював таким чином, що заслуговував на похвалу та нагороду від міністра війни, його полк складав активну дивізію на кордоні Іспанії.

## Завоювання Алжиру
У 1830 році він взяв участь у взятті Алжиру та отримав звання лейтенанта за відзнаку.
У 1835 році він отримав звання капітана. Він ще двічі перебував в Алжирі: перший раз з 1835 по 1839 рік, а другий - з 1841 по 1848 рік. Він відзначився у експедиції до Медеа та під час відступу після першої експедиції до Константини.
Знову відзначившись під час Експедиція до Залізних воріт, він був призначений командиром батальйону в 1839 році та приєднався до 59-го піхотного полку у Франції.
У 1840 році він був призначений на чолі нового 6-го батальйону шассерів. Він повернувся до Алжиру в 1841 році та був поранений пострілом у праву сідницю в Айн-Афур 4 червня 1842 року. Там він продовжив своє сходження в військовій ієрархії та заслужив похвалу від свого начальства: його визнали видатним, блискучим, добре обізнаним, надзвичайним і кілька разів згадували в армійських наказах. У 1842 році він був призначений підполковником 54-го піхотного полку, а потім 58-го піхотного полку.
У 1843 році він був призначений верховним командувачем Тенет-ель-Хаад і того ж року отримав звання офіцера Почесного легіону. У Телаті 17 жовтня 1844 року він був поранений двома пострілами, першим у ліву прибережну область, другим у ліву сідницю. У 1844 році він став полковником 26-го піхотного полку.

## Державний переворот 2 грудня 1851 року
Отримавши звання бригадного генерала 17 серпня 1848 року, він отримав командування 2-ю бригадою 2-ї піхотної дивізії Паризької армії.
Форей підтримав державний переворот 2 грудня 1851 року, і 22 грудня 1851 року його було призначено генералом дивізії.

## Кримська війна
У 1854 році, будучи членом піхотного комітету, а потім генеральним інспектором, і командувачем ордена Святих Маврикія та Лазаря (Королівство Сардинія) у 1852 році, Форей був призначений командувачем резервної дивізії Східної армії, яка згодом стала 4-ю дивізією цієї армії. На відміну від решти союзницького експедиційного корпусу, 4-а дивізія не висадилася безпосередньо в Галліполі, а спочатку зайняла порт Пірей в Греції, щоб заспокоїти проросійські настрої грецького королівства.
За словами Канробера, йому не вистачало такту, він мав грубу мову і зосереджував на собі невдоволення армії, виснаженої тривалістю облоги Севастополя. Вже після прибуття військ до Криму, наступного дня після битви під Інкерманом, генерала Форея звинуватили в тому, що він змарнував можливість захопити південну частину міста Севастополь, яку росіяни оголили, щоб атакувати англійців, і що він спричинив смерть генерала Лурмеля та втрату багатьох людей, відмовившись підтримати спонтанну атаку цього генерала на бастіон карантину. Крім того, офіцери під командуванням Форея дорікали йому за те, що він був занадто суворим. Тож коли армія дізналася, що його звільнено з посади, у таборах ходили чутки, що Форея заарештували за наказом Канробера за звинуваченням у зраді та доставили на борт «Монтебелло», щоб там судив військовий трибунал. Якщо неприязнь військ до нього, ймовірно, сприяла його відкликанню до Парижа, існує більш вагомий мотив: лист генерала, адресований його коханці в Парижі, в якому він надто вільно говорить про військові події, був відкритий чорним кабінетом і доведений до відома імператора. Було вирішено відкликати Форея до Франції. Пелісьє писав з цього приводу маршалу Вайяну: «Генерал Форей вчора відплив. Він покинув, із важким серцем, цю армію, де він надавав реальні послуги. Наклепи, такі ж несправедливі, як і абсурдні, отруїли останні місяці його перебування серед нас».

## Австро-італо-французька війна (Італійська кампанія)
Перебуваючи на посаді в Парижі з 1855 по 1859 рік, Форей прийняв командування 1-ю дивізією 1-го корпусу Італійської армії. 20 травня 1859 року він реабілітувався в очах армії, здобувши перемогу в битві при Монтебелло. Атакований переважаючими силами, він не вагаючись зліз з коня, став на чолі своїх стрільців і з шаблею в руці атакував ворога. З 8200 людьми він розбив 20000 ворогів. Завзяття та інтелект, які він виявив у цьому бою, змусили австрійців повірити, що вони мають справу з усім корпусом Бараге д'Ільє та бригадою п'ємонтців. Наступного дня до нього приєднався Наполеон III, який з розчуленням обійняв його та похвалив за його чудову перемогу. Наступного дня він був удостоєний звання Великого хреста Почесного легіону за свою поведінку.
Під час битви під Сольферіно він був поранений кулею в стегно. Згодом Форей знову відзначився в Меленьяно та Сольферіно.
Його блискуча поведінка в Італії принесла йому звання сенатора від імператора в серпні 1859 року. Він обіймав важливі військові посади (перша піхотна дивізія, член піхотного комітету) та був призначений Великим лицарем Савойського військового ордена. Після перемоги під Монтебелло муніципальна рада Бур-ла-Рен, де він проживав, одноголосно вирішила запропонувати йому почесну шпагу, яка була вручена йому 10 грудня 1859 року.

## Мексиканська експедиція

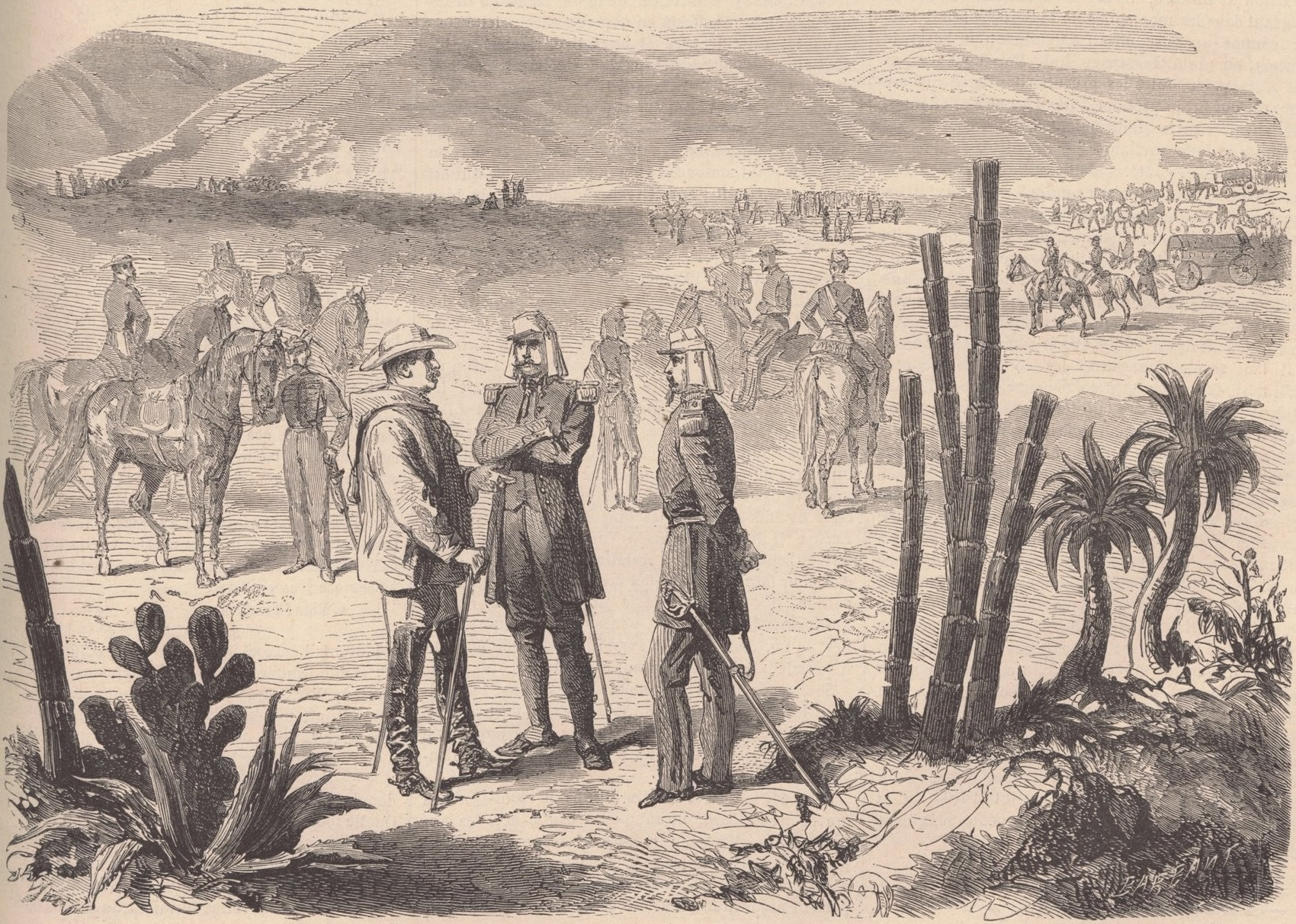
Марш на Пуеблу: генерал Форі на бівуаку Сан-Агостіно-дель-Пальмар.

У 1862 році його обрали для заміни Лоренсеза на чолі експедиційного корпусу в Мексиці. Там він показав свої межі: якщо він і взяв Пуеблу, то це завдяки діям його заступника Базена. Луазійон був не дуже ніжним до Форея в Мексиці. За його словами, він нічого не організовував і прагнув лише отримати маршальський жезл. Ще більше дратуючись від необхідності брати на себе політичну відповідальність, він ховався за Саліньї.

## Призначення на маршальство та кінець кар'єри

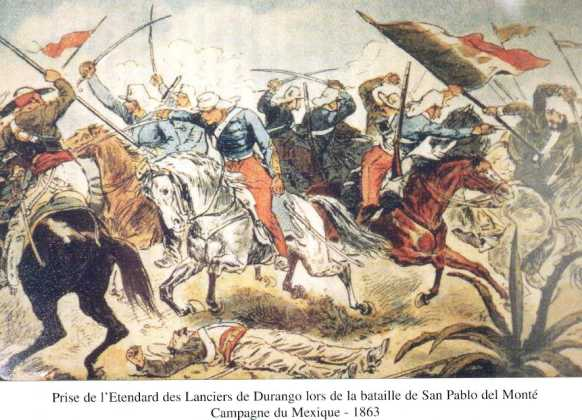
Атака африканських мисливців під час битви при Сан-Пабло-дель-Монте (5 травня 1863 р.).

Після отримання звання маршала, його відкликали до Франції в липні 1863 року та запропонували передати своє командування Базену. Але, очевидно, розлючений тим, що його так швидко відкликали після отримання жезла, він затягнув справу і не поступився своєю посадою своєму підлеглому до вересня 1863 року. Він був призначений великим лицарем мексиканського ордена Гваделупи.
Повернувшись до Франції, маршал Форей командував 2-м армійським корпусом у Лілль в 1863 році. Під час цього командування він перебував у замку Есп'єрр у Бельгії. Саме там він загубив свій дорогоцінний маршальський жезл.
У січні 1864 року він був нагороджений Військовою медаллю, а потім призначений командувачем 3-го армійського корпусу в Нансі у вересні. Саме на цій посаді його вразив крововилив у мозок у квітні 1867 року.
Відтоді він більше не обіймав жодного командування і помер у Парижі 20 червня 1872 року. Його поховали на цвинтарі Бур-ла-Рен, де він мав власність, розташовану за адресою 8, авеню Паве-де-Со (нині 22, авеню Віктор-Гюго) з 29 квітня 1857 року. Після його смерті його універсальною спадкоємицею стала мадам Тетар, уроджена Манте, вдова Альфана, яка продала власність месьє Еннебіку. Вона заповів громаді 5000 франків на утримання могили маршала.

## Нагороди
Франція
- Військова медаль (13 січня 1864);

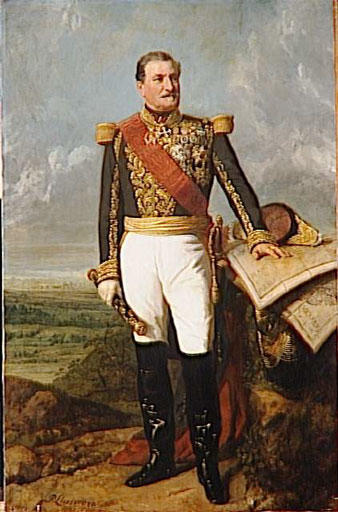
Елі Фредерік Форе, маршал Франції, Шарль-Філіп Ларів'єр, 1865 рік.

- Великий хрест Почесного легіону (21 травня 1859);
- Пам'ятна медаль Італійської кампанії (1859);
- Кримська медаль;
- Пам'ятна медаль Мексиканської експедиції (1862)].

 Сардинське королівство
- Командор ордена Святих Маврикія та Лазаря (29 червня 1852);
- Великий хрест Савойського військового ордена.

 Османська імперія
- Кавалер ордена Меджидіє (18 травня 1855).

 Мексика
- Великий хрест ордена Божої Матері Гваделупської (26 лютого 1864).

## Вшанування

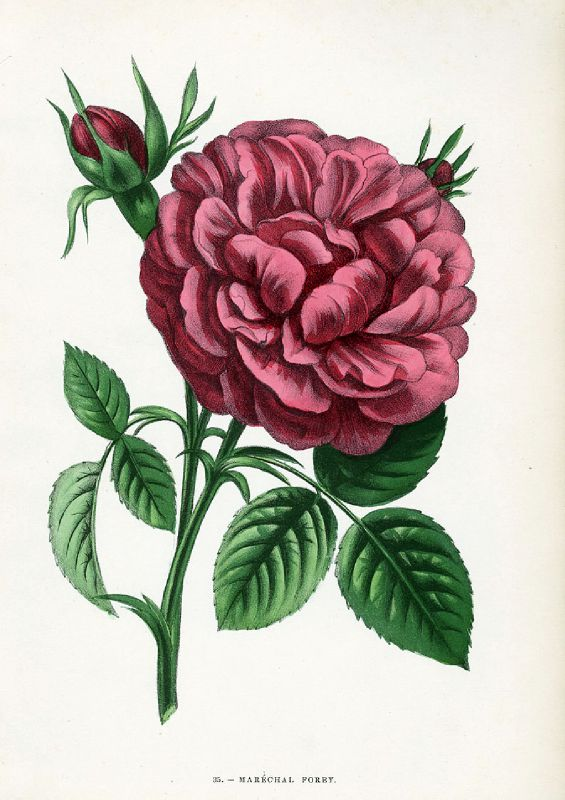
Троянда "Маршал Форей"

Троянда була названа на його честь у 1863 році Марготтіном під назвою «Маршал Форей».